# كريستين بنغتسون
كريستين بنغتسون (بالسويدية: Kristin Bengtsson)‏ هي لاعبة كرة قدم سويدية، ولدت في 12 يناير 1970 في ستوكهولم في السويد. شاركت مع منتخب السويد لكرة القدم للسيدات. أما مع النوادي، فقد لعبت مع نادي هكن للسيدات.

## وصلات خارجية
- كريستين بنغتسون على موقع الاتحاد الدولي (مؤرشف)  (الإنجليزية)
- كريستين بنغتسون على موقع الاتحاد الأوربي (الإنجليزية)
- كريستين بنغتسون على موقع اتحاد النرويج (النرويجية)
- كريستين بنغتسون على موقع اتحاد السويد (السويدية)
- كريستين بنغتسون على موقع قاعدة بيانات كرة القدم.إي يو (الإنجليزية)
- كريستين بنغتسون على موقع عالم كرة القدم.نت (الإنجليزية)
- كريستين بنغتسون على موقع اللجنة الأولمبية الدولية (الإنجليزية)
- كريستين بنغتسون على موقع أوليمبيديا (الإنجليزية)
- كريستين بنغتسون على موقع اللجنة الأولمبية السويدية (السويدية)